# Станкулешти (Хунедоара)
Станкулешти (рум. Stănculești) насеље је у Румунији у округу Хунедоара у општини Булзештиј де Сус. Oпштина се налази на надморској висини од 615 m.

## Становништво
Према подацима из 2002. године у насељу је живело 35 становника, од којих су сви румунске националности.